# Heinrich Stiehl
Heinrich Franz Daniel Stiehl (Lübeck, Alemanya, 5 d'agost de 1829 - Reval, avui Tallinn (Estònia), 1 de maig de 1886) fou un compositor, director d'orquestra i organista alemany, que junt amb el seu germà Carl primer foren deixebles del seu pare, distingit organista d'aquella ciutat.
Després estudià en el Conservatori de Leipzig i de 1853 a 1866 fou organista de l'església de Sant Pere i director de la Singakademie de Sant Petersburg. Després donà lliçons arreu d'Alemanya, Itàlia i Anglaterra; de 1874 a 1878 fou director de la Societat de Santa Cecília de Belfast, i, finalment, acceptà la plaça d'organista de Sant Olao i la direcció de la Singakademie de Reval.
Les seves obres principals són: Ouverture triomphale; Elfenkoenigin, per a cor amb orquestra; tres trios i un quartet per a instruments d'arc; una sonata per a violoncel; una sonata per a violí; diverses peces per a piano i violí; lieder, i les òperes Der Schatzgräber i Jery und Bätely.